# Nam Ji-hyun (ca sĩ)
Đây là một tên người Triều Tiên, họ là Nam.
Nam Ji-hyun (sinh ngày 9 tháng 1 năm 1990), thường được biết đến với nghệ danh Jihyun, là một ca sĩ người Hàn Quốc. Cô là trưởng nhóm của nhóm nhạc nữ 4minute do Cube Entertainment thành lập vào năm 2009.

## Tiểu sử
JiHyun sinh ngày 9 tháng 1 năm 1993 tại Incheon, Hàn Quốc. Cô đã từng tham gia thử giọng cho JYP Entertainment nhưng bị loại. Sau đó, cô gia nhập Cube Ent như một kết quả do Hong Seung-Sung sáng lập và đề nghị bộ phận tuyển dụng của JYP giúp đỡ trong việc tìm kiếm các thành viên 4Minute. Ngày 24 tháng 2 năm 2015, cô tốt nghiệp Đại học Sangmyung và nhận được 1 cấp độ trong khiêu vũ (cụ thể ở ba lê đương đại) và một giải thưởng thành tựu tại lễ tốt nghiệp của trường đại học.

## Sự nghiệp

### Thành viên 4minute
Năm 2009, Jihyun ra mắt chính thức với tư cách là một thành viên 4Minute. Cô là thành viên lớn tuổi nhất, đảm nhiệm vai trò trưởng nhóm, hát phụ và visual của nhóm.

### Sự nghiệp solo
Ngày 14 tháng 10 năm 2010, Ji-hyun đã đóng một vai trò khách mời trong bộ phim kinh dị Late Night FM cùng với thành viên HyunA. Năm 2010, cô đóng trong "It's Okay, Daddy's Girl", vai Shin Sun Hae, một sinh viên ngành luật. Cô xuất hiện trong video âm nhạc của Lee Hyun, "You Are the Best of My Life" cùng với Jung Juri vào ngày 14 tháng 2 năm 2011.
Trong tháng 7 năm 2011, Ji-hyun đã được đóng trong bộ phim cuối tuần của đài MBC, "A Thousand Kisses" trong vai Jang Soo Ah, em gái của Jang Woo Jin (Ryu Jin). Cô được đóng  spin-off của chương trình TV show The Romantic vào tháng 10 năm 2012. Vào ngày 13 tháng 2 năm 2013, Ji-hyun đã được tham gia phiên bản Idol of Love and War 2. Cô vào vai Seo Yeong, người bạn tốt nhất của Yoo Eun Chae.
Ngày 21 tháng 10 năm 2013, Ji-hyun và Sungyeol, của nhóm nhạc Infinite, đã được chọn vào vai nhân vật chính, cô gái nổi tiếng Min Ah và cậu bé nhút nhát Giyeok tương ứng trong bộ phim truyền hình di động Please Remember, Princess. Ngày 29 tháng 4 năm 2014 Ji-hyun đã được chọn đóng trong bộ phim High School là một trong những nhân vật phụ. High School là một bộ phim tuổi teen dài 16 tập về tình yêu và tình bạn. Tuy nhiên, cô đã bỏ do lịch trình ở nước ngoài của mình. Vào ngày 17 tháng 9 năm 2014, Nam Ji Hyun được chọn vào bộ phim truyền hình web "Love Cells" với vai Seo Rin. Cô đã làm việc với các diễn viên đáng chú ý khác như Kim Woo Bin, Oh Kwang Rok, Kim Yoo Jung, Park Sun Ho và những người khác. Bộ phim đã được đón nhận nồng nhiệt và thu hút được 5 triệu lượt xem vào cuối của loạt chạy vào ngày 20 tháng 11 năm 2014.
Năm 2017, cô chính thức đổi nghệ danh của mình thành Son Ji-hyun để tập trung vào sự nghiệp diễn xuất.
Năm 2018, Ji-hyun đóng vai chính trong bộ phim truyền hình lịch sử Grand Prince.